# Cafe Little Wish
『Cafe Little Wish』（カフェ・リトルウィッシュ）は、2003年2月14日にアダルトゲームブランド「ぱてぃしぇ」より発売された Windows 用アダルトゲームであり、ブランドにとってのデビュー作となった。本稿では、後にプリンセスソフトから移植されたコンシューマーゲーム版についても扱う。

## あらすじ
記憶喪失の男・レオンは放浪の末、ある王国の辺境の街に辿り着いた。空腹のあまり、その街にある「カフェ・リトルウィッシュ」で無銭飲食をしでかしたレオンは、店のオーナーの温情により、住み込みで働くことになった。かくして、レオンと町の少女たちの交流が始まったのであった。

## 登場人物
レオン
主人公。
メルン
スリーサイズ：82-56-86。9月13日生まれ。血液型A型。
カフェ・リトルウィッシュのウェイトレス。レオンに対抗心を抱いており、顔を合わせると言い争うことが多い。しかしその一方で、レオンに対して素直になれない自分にもどかしさを感じている。趣味は人形集め。好きな物はチョコ。
リリィ
スリーサイズ：78-53-80。1月10日生まれ。血液型O型。
カフェ・リトルウィッシュのウェイトレス。レオンをお兄ちゃんと呼んで慕う。夢見がちなところがあり、ちょっとドジ。お気に入りの帽子をいつもかぶっている。趣味は読書、ポエム作り。
ミーナ
スリーサイズ：68-48-72。
カフェ・リトルウィッシュの厨房で働く少女。身体に猫耳と尻尾があり、猫の言葉を解するなど、猫娘のような特徴を備えている。また、小柄な体格だが、中華鍋といった重いものを運ぶ腕力をもつ。趣味はひなたぼっこ。好きな物はリボン。
セレス
スリーサイズ：88-59-89。10月25日生まれ。
カフェ・リトルウィッシュの現オーナー。先代オーナーの妹で、亡き兄の残した店を切り盛りしている。ほわんとした世話好きな性格。料理を作ることを生きがいとし、不思議な効能を持つ料理を作ることに長けているが、酒好きな一面もある。
カレン
スリーサイズ：85-58-87。8月21日生まれ。血液型B型。
カフェ・リトルウィッシュのウェイトレス。想い人を待つために現在の職業に就いたという経緯があるが、高飛車できつい性格ゆえ周囲と衝突を起こしている。趣味は腹話術。好きな物は宝石。

## スタッフ
- 原画・キャラクターデザイン - てぃんくる
- シナリオ - 風
- 音楽 - 斎藤秀史

## 移植版
2003年5月29日には、コンシューマ移植版としてプリンセスソフトからドリームキャスト版『Cafe・LittleWish』 / PlayStation 2版『Cafe・LittleWish 〜魔法のレシピ〜』が発売された。新規ビジュアルイラストやシナリオが追加されている。
初回限定版の特典として、設定資料集が付属した。さらにPS2限定版に限り、ぷりまがエキストラウエイトレスVer.が同梱された。
品番
- SLPM-65295 （通常版）[5]
- SLPM-65294 （初回限定版）[5]

### 権利闘争
本作のドリームキャスト版への移植（翻案）を巡り、デジタルワークスとそのプログラマーが著作権を主張し、2008年に販売元のオークス（プリンセスソフト）らに販売差し止めや損害賠償などを求める訴訟を東京地方裁判所で起こした。しかし原告の請求はいずれも棄却という判断が2009年に下されている。
このときは本作だけでなく、18禁PCゲーム『まじかる☆ている』のPlayStation 2移植版についても同時に対象となった。奇しくも同作は本作と同じくてぃんくるを原画に起用した作品である。

## 関連商品

### CD
- Cafe Little Wish サウンドコレクション ぱふぇりとるうぃっしゅ

## 余談
発売元であるアダルトゲームブランド「ぱてぃしえ」は本作品と『まじかる☆ている』のわずか2作しか発売しておらず、2005年頃に公式サイトが突然閉鎖された。